# SV Plüderhausen

Logo des SV Plüderhausen

Der SV Plüderhausen e. V. ist ein deutscher Sportverein aus Plüderhausen. Seine Tischtennisabteilung spielte über viele Jahre in der Tischtennis-Bundesliga.

## Geschichte
1893 wurde der Turn-Verein-Plüderhausen gegründet, von dem sich nach Streitigkeiten um den Vorsitz 1912 der Arbeiterturnverein Plüderhausen abspaltete. Nach dem Ersten Weltkrieg wurden beide Vereine wieder vereint und gründeten 1921 eine Fußballabteilung. Nach mehreren Umbenennungen erhielt der Verein den heutigen Namen Sportverein Plüderhausen. Bevor der Spielbetrieb wegen des Zweiten Weltkrieges eingestellt wurde, feierte die Fußballabteilung den ersten Erfolg als Sieger der Bezirksliga. Nach der Wiederaufnahme der Aktivitäten wurde 1947 die Tischtennisabteilung gegründet. Mit dem Bau der Hohbergsporthalle 1983 wurden weitere Abteilungen eingerichtet: Handball, Badminton und Leichtathletik.

## Tischtennis
Die Herrenmannschaft der Tischtennisabteilung belegte 1960/61 in der Verbandsliga den dritten Platz. Da die beiden Erstplatzierten verzichteten, stieg Plüderhausen in die Oberliga, die damals höchste deutsche Spielklasse, auf, konnte die Klasse jedoch nicht halten. 1996/97 wurde sie Zweiter in der 2. Bundesliga Süd. Als der Tabellenerste 1. FC Bayreuth auf den Aufstieg verzichtete, erhielt Plüderhausen das Angebot, ersatzweise aufzusteigen. Dies lehnte der Verein ab. 1999 stieg er dann – nach erneutem Verzicht des 1. FC Bayreuth – in die Bundesliga auf. 2001/02, 2004/05 und 2008/2009 gewann der SVP den ETTU-Pokal. 2003 nannte sich der Verein nach dem Hauptsponsor SV Weru Plüderhausen um. Mitte 2004 zog sich dieser Sponsor wieder zurück.
2005 folgt der Zwangsabstieg nach Fehlern im Lizenzierungsverfahren. Entgegen früheren Ankündigungen, im Fall eines Abstiegs die Profimannschaft vom Spielbetrieb abzumelden, ging Plüderhausen in die zweite Liga und trat auch international an. Das Team um Aleksandar Karakašević schaffte 2005/06 den direkten Wiederaufstieg und erreichte das ETTU-Cup-Finale.
Das Team der Saison 2008/09 bestand aus Aleksandar Karakasevic aus Serbien (Mixed-Europameister 2000, 2005, 2007, WR. 54, Stand 6/08), Leung Chu Yan aus Hongkong (Nationalspieler Hongkong, deutscher Mannschaftsmeister 2005, WR. 49, Stand 6/08), Jakub Kosowski aus Polen (Nationalspieler Polen, WR. 142, Stand 6/08) und Zsolt Pete aus Serbien (Nationalspieler, WR. 233, Stand 6/08). Trainer war Momcilo Bojic.
Es wurde in dieser Saison Deutscher Pokalsieger und ETTU-Cup-Sieger durch das „Wunder von Moskau“ (3:0 in Moskau nach 1:3 im Hinspiel).
In der Saison 2013/14 bestand die Mannschaft aus Adrien Mattenet, Kim Jung-hoon, Bai Fengtian, Trinko Keen und Andrew Baggaley. Als sie am Ende der Saison Letzter wurde, zog der Verein das Team aus dem Profisport zurück.
Die erste Mannschaft der Tischtennisabteilung spielt derzeit (2022) in der Oberliga, die zweite in der Landesliga, die dritte in der Bezirksklasse.
Erfolgreich war auch die Seniorenmannschaft, die 1994 und 1997 deutscher Meister wurde.

### Erfolge
- ETTU-Cup-Sieger 2002, 2005, 2009
- DTTB-Pokalsieger 2008

## Fußball
Die Fußballabteilung des SV Plüderhausen spielt derzeit (Saison 2018/19) mit beiden Männermannschaften in der Kreisliga B. Mit über 1000 Kindern ist das Jugendturnier des Vereins eines der größten Jugendturniere im Umkreis.

## Bekannte Namen
- Erich Retter, Fußballnationalspieler und Deutscher Meister mit dem VfB Stuttgart